# Société Palladio
La Société Palladio est une société fondée en 1842 à Bruxelles, destinée à promouvoir l'architecture et à défendre les intérêts professionnels des architectes.
Son but sera repris bien plus tard, en 1936, par les fondateurs de la S.A.D.Br. .
Elle est la première en date des sociétés d'architectures de Belgique, et fut fondée avant la Société centrale d'architecture de Belgique (1872).
Même si son nom semble être tombé dans un relatif oubli, au point même de ne pas figurer dans le Dictionnaire de l'Architecture en Belgique (Anvers, Fonds Mercator, 2003), elle n'en joua pas moins un rôle important.
Elle possédait une bibliothèque et organisait des réunions régulières.

## L'origine
C'est en janvier 1842 que des élèves en architecture de l'Académie des Beaux-Arts de la classe de Tilman-François Suys décident de fonder cette société vouée à leur art. Il est précisé dans ses statuts que son but unique est "l'étude de l'architecture". Pour être membre il suffit d'avoir 18 ans et de suivre ou avoir suivi les cours de composition architecturale.
Le destin de cette association n'est guère connu, elle semble avoir disparu au cours du XIXe siècle sans doute avec la disparition de ses membres.

## Direction
- Henri Duvinage, président fondateur. Lui succédera Joseph Seghers.
- Henri Antoine Renaud, secrétaire fondateur. Lui succédera Wauters.

## Concours
La Société Palladio afin d'encourager l'architecture a proposé à intervalles réguliers des concours publics.

## Archives
Les Archives de la Ville de Bruxelles, conservent un portefeuille de dessins émanant de cette société.